# Manuel Calvente
Manuel Calvente Gorbas (Granada, 14 augustus 1976) is een Spaans voormalig wielrenner. 

## Carrière
Zijn enige zege als professioneel wielrenner is de Ronde van La Rioja in 2008. Hij won het eindklassement dankzij een goede klassering in de derde etappe, waar hij net na Sergio Pardilla als tweede over de finish kwam.
In 2001 verdiende hij een profcontract bij de grote Deense wielerploeg CSC met een vierde plaats in het Circuito Montañés, een van de zwaarste koersen voor jonge wielrenners. In 2003 presteerde hij nog redelijk met een 24e plaats in het eindklassement van de Ronde van Spanje en een zevende plaats in de Vredeskoers. Het leidde echter niet tot een stijgende lijn. In 2008 boekte hij dan toch zijn eerste overwinning als profwielrenner in La Rioja.

## Resultaten in voornaamste wedstrijden
| Jaar | Ronde van Italië | Ronde van Frankrijk | Ronde van Spanje |
| ---- | ---------------- | ------------------- | ---------------- |
| 2002 | 60e              |                     |                  |
| 2003 |                  |                     | 24e              |
| 2004 |                  |                     | 37e              |
| 2005 |                  |                     | 22e              |
| 2006 |                  | 89e                 |                  |
| 2007 |                  |                     |                  |

| Jaar | Luik-Bast.‑Luik |
| ---- | --------------- |
| 2002 |                 |
| 2003 | 67e             |
| 2004 |                 |
| 2005 |                 |
| 2006 |                 |
| 2007 | 97e             |